# Грушевский сельский совет (Апостоловский район)
Грушевский сельский совет (укр. Грушівська сільська рада) — входит в состав
Криворожского района
Днепропетровской области
Украины.
Административный центр сельского совета находится в 
с. Грушевка.

## Населённые пункты совета
- с. Грушевка
- пос. Гранитное
- с. Усть-Каменка